# Gower (Missouri)
Gower is een plaats (city) in de Amerikaanse staat Missouri, en valt bestuurlijk gezien onder Buchanan County en Clinton County.

## Demografie
Bij de volkstelling in 2000 werd het aantal inwoners vastgesteld op 1399.
In 2006 is het aantal inwoners door het United States Census Bureau geschat op 1425, een stijging van 26 (1,9%).

## Geografie
Volgens het United States Census Bureau beslaat de plaats een oppervlakte van
2,6 km², geheel bestaande uit land. Gower ligt op ongeveer 288 m boven zeeniveau.

## Plaatsen in de nabije omgeving
De onderstaande figuur toont nabijgelegen plaatsen in een straal van 16 km rond Gower.